# Vasile Șalaru
Vasile Șalaru (n. 26 septembrie 1934) este un specialist în domeniul botanicii, care a fost ales ca membru corespondent al Academiei de Științe a Moldovei.